# Eriochloa grandiflora
Eriochloa grandiflora är en gräsart som först beskrevs av Carl Bernhard von Trinius, och fick sitt nu gällande namn av George Bentham. Eriochloa grandiflora ingår i släktet Eriochloa och familjen gräs. Inga underarter finns listade i Catalogue of Life.